# Brockes-Passion
Die Brockes-Passion (Originaltitel Der für die Sünde der Welt gemarterte und sterbende Jesus) ist ein Libretto zu einem Passionsoratorium des Hamburger Ratsherrn Barthold Heinrich Brockes. Es wurde mehr als zehn Mal vertont. Die Uraufführung der ersten Vertonung von Reinhard Keiser fand in der Passionszeit 1712 im großen Wohnhaus des Librettisten in Hamburg vor einem illustren geladenen Publikum statt. Die bekannteste Vertonung stammt von Georg Friedrich Händel (HWV 48).

## Handlung
Der Text basiert auf dem Passionsgeschehen in den vier Evangelien der Bibel, insbesondere auf den Kapiteln 26 bis 27 des Matthäus-Evangeliums. Nach dem als Sündenbekenntnis der Gemeinde zu verstehenden Eingangschor („Mich vom Stricke meiner Sünden zu entbinden, wird mein Gott gebunden“) werden die folgenden Ereignisse behandelt: Das Abendmahl, der Gang zum Ölberg, das Gebet in Gethsemane, die Gefangennahme, das Verhör vor dem Hohen Rat, die Verleugnung durch Petrus, die Auslieferung an Pilatus, die Verhandlung vor Pilatus, die Verspottung, die Kreuzigung und der Tod Jesu. Der Schlusschor ist ein trostreiches Bekenntnis zu Christus, der die Welt durch sein Leiden erlöst hat.

## Entstehungsgeschichte
Der Typus des bürgerlichen Passionsoratoriums mit vollständig nachgedichteten Texten im Gegensatz zur älteren Form der oratorischen Passion, welche die biblische Passionsgeschichte weitgehend anhand des Bibeltextes verarbeitete, entstand in Hamburg Anfang des 18. Jahrhunderts. Da das dortige Opernhaus während der Passionszeit geschlossen war, hatten die dort fest angestellten Musiker Zeit für andere Aufgaben und konnten so die kirchlichen Aufführungen bereichern. 1704 schrieb Reinhard Keiser dort sein Oratorium Der blutige und sterbende Jesus auf einen Text von Christian Friedrich Hunold (Menantes). Dieses Libretto war der Vorläufer von Brockes’ Dichtung, die erstmals 1712 erschien. Den Zweck seines Textes erläuterte Brockes im Vorbericht zum Textbuch: Zum einen sollte sie den Hamburger Bürgern eine „erlaubte Belustigung“ während der Karwoche bieten, und zum anderen der „Erbauung“ dienen. Die erste Vertonung erfolgte noch im selben Jahr wieder durch Reinhard Keiser. Sie wurde Brockes’ eigenen Angaben zufolge in seinem eigenen Haus vor mehr als 500 Zuhörern aufgeführt, darunter „nicht allein die ganze fremde Noblesse, alle Ministros und Residenten nebst ihren Damen, sondern auch de[r] größte Theil der vornehmsten Hamburger“. Brockes’ bereits hohes Ansehen bei den Hamburgern stieg dadurch weiter. 1720 wurde er zum Senator gewählt. Ungewöhnlich ist, dass das Geistliche Ministerium in diesem Fall keine Einwände gegen die private Aufführung eines eigentlich geistlichen Werkes hatte. Auch die rhetorische Ausgestaltung des Librettos wurde im Gegensatz zu Werken anderer Autoren nicht beanstandet.:211
1713 erschien eine Neufassung des Librettos mit einigen weiteren Arien und Rezitativen sowie sprachlichen Glättungen, Dramatisierungen und Präzisierungen. Anhand dieser Fassung überarbeitete zunächst Keiser sein Oratorium. Sie wurde auch zur Grundlage der späteren Vertonungen anderer Komponisten.:212 Kein anderer deutscher Passionstext wurde so häufig vertont wie der Text Brockes’. Die genaue Anzahl ist jedoch nicht bekannt, da die Forschungen noch nicht abgeschlossen sind.:225 In den folgenden Jahren erschienen Kompositionen von Georg Philipp Telemann (1716), Johann Mattheson (1718), Georg Friedrich Händel (1719), Johann Friedrich Fasch (1723), Gottfried Heinrich Stölzel (1725) und anderen. In den Jahren 1719, 1720, 1721 und 1723 wurden in Hamburg jeweils mehrere der vier Hauptfassungen von Keiser, Telemann, Händel und Mattheson innerhalb weniger Tage aufgeführt. 1730 ließ die Direktorin der Gänsemarktoper Margaretha Susanna Kayser innerhalb von drei Wochen sowohl die vier Vertonungen als auch eine Pasticcio-Fassung, einen „Auszug der besten Arien und Chöre aus allen Vieren“ aufführen.:214 Der Grund für eine derartige Konzentration von Vertonungen desselben Textes ist unbekannt, aber möglicherweise auf den Einfluss des Dichters selbst zurückzuführen, der mit allen vier Komponisten befreundet war.
Das Libretto wurde in den ersten Jahren häufig nachgedruckt. Bis 1727 erschienen mehr als dreißig Auflagen. Zudem wurde es ins Schwedische und Französische übersetzt.:214

## Gestaltung
Das Libretto enthält konkrete Angaben darüber, welche Teile als Rezitativ, Arie oder Chor gedacht sind. Bereits das Titelblatt des Erstdrucks von 1712 weist auf eine musikalische Aufführung hin. Der Text besteht aus insgesamt 117 Sätzen. Wie bei einer Oper gibt es Rezitative, Arien, Ensemble-Sätze und Chöre. Im Gegensatz zu den späteren Werken von Johann Sebastian Bach und anderen wurde der Bibeltext hier nicht wörtlich übernommen, sondern auch in den Rezitativen in Versform nachgedichtet. Die Handlung wird teils vom Evangelisten berichtet, teils in Form von rezitativischen Dialogen der biblischen Gestalten Jesus, Maria, Petrus, Jacobus, Judas, Johannes, Caiphas, Pilatus, dem Kriegsknecht, dem Hauptmann und dreier Mägde vorgetragen und von diesen sowie von den allegorischen Figuren der „Tochter Zion“ und mehrerer „Gläubiger Seelen“ kommentiert. Außerdem gibt es handlungstragende Turba-Chöre sowie fünf „Choräle der christlichen Kirche“. Der Evangelienbericht ist im Vergleich zum Originaltext der Bibel sowohl gekürzt als auch dichterisch ausgeschmückt. Insgesamt neun Abschnitte sind mit dem Begriff „Soliloquium“ gekennzeichnet, was ungefähr einer kurzen Solo-Kantate entspricht. Dabei handelt es sich um empfindsame und moralisierende Reflexionen einer Einzelperson. Jeweils eine davon sind Jesus, Judas, Maria (abgeschlossen durch ein Duett mit Jesus) und einer Gläubigen Seele zugewiesen. Petrus hat zwei Soliloquien und die Tochter Zion drei. Diese Stellen konnten auch separat veröffentlicht werden, wie es Keiser in einer Sonderausgabe von 1714 tat.:132 und 216 f
Auf äußerliche Beschreibungen verzichtet der Text weitgehend. Die Person des Jesus wird nicht triumphierend, sondern duldend dargestellt. Manche in der Bibel nur kurz erwähnte Ereignisse wie der Dialog mit den Jüngern werden dagegen ausgeschmückt. Der Hörer soll sich in die Passion hineinfühlen, für die Buße empfänglich gemacht und so von seinen Sünden erlöst werden können. Durch dieses pietistische Ziel und vor allem wegen des Fehlens der wörtlichen Evangelienrezitation war das Oratorium nicht wie etwa Bachs Passionen liturgisch verwendbar. Aufführungen fanden daher in der Regel nicht im Rahmen eines Gottesdienstes in der Kirche statt, sondern im privaten Kreis oder im Konzertsaal.
Das Libretto wurde für seinen künstlerischen und erhabenen Stil gerühmt, der mit rhetorischen Mitteln die stärksten Gefühle bei seinen Lesern und Hörern hervorrief. Typisch sind bildhafte („dem Himmel gleicht sein buntgestriemter Rücken, den Regenbögen ohne Zahl als lauter Gnadenzeichen schmücken“) und lautmalerische Darstellungen („Brich, brüllender Abgrund“) sowie gegensätzliche bzw. paradoxe („Mich vom Stricke meiner Sünden zu entbinden, wird mein Heil gebunden“) und drastische Formulierungen („die Glut der dunklen Marterhöhle entzündet schon mein zischendes Geblüt, mein Eingeweide kreischt auf glimmen Kohlen!“). Je größer der durch die Leidensgeschichte hervorgerufene Schrecken ist, desto größer wird schließlich auch das Gefühl der Erleichterung durch die Erlösung sein. Es ist eine Grundidee des Pietismus, dass der Glaube auch in der emotionalen Erfahrung begründet sein kann. Beeinflusst wurde Brockes durch den italienischen Stil des „marinismo“ (Schwulststil) von Giambattista Marino, dessen Bethlehemitischen Kindermord und Gedichte er ins Deutsche übersetzte.:131
Spätere Generationen fanden weniger Gefallen an diesem Stil. Sie fanden ihn überladen und wurden abgestoßen von den drastischen Gewaltdarstellungen. So äußerte sich 1860 der Musikwissenschaftler und Händel-Biograph Friedrich Chrysander folgendermaßen:

„Das Werk von Brockes ist geschmacklos und sinnlos, strotzt von übertriebenen oder unwürdigen Bildern, ist aber von großer sinnlicher Gewalt, die wie ein Theatereffect sich aufdrängt und wie ein solcher die Hörer überwältigt“

## Vertonungen
Folgende Komponisten vertonten dieses Libretto:
| Komponist                                         | Uraufführung                                                   | Aufführungsort    | Anmerkungen |
| ------------------------------------------------- | -------------------------------------------------------------- | ----------------- | --- |
| Reinhard Keiser                                   | Passionszeit 1712, Wohnung von Brockes                         | Hamburg           | diverse weitere Aufführungen in den folgenden Jahren auch in anderen Städten; 1714 in Auszügen für Stimmen und Basso continuo bearbeitet                               |
| Georg Philipp Telemann                            | Passionszeit 1716, Barfüßerkirche                              | Frankfurt am Main | TWV 5:1; diverse weitere Aufführungen in den folgenden Jahren auch in anderen Städten; überarbeitet 1722                                                               |
| Georg Friedrich Händel → Brockes-Passion (Händel) | 23. März oder 3. April 1719, Kathedrale bzw. Reventer des Doms | London            | nur 106 Sätze vertont; diverse weitere Aufführungen in den folgenden Jahren vermutlich bereits 1716 in Brockes’ Wohnhaus aufgeführt                                    |
| Johann Mattheson                                  | 10. April 1718, Domkirche                                      | Hamburg           | diverse weitere Aufführungen in den folgenden Jahren |
| Pasticcio                                         | 22. März 1722                                                  | Hamburg           | Omnibus Brockes Passion mit Sätzen der Werke von Händel (15), Keiser (36), Telemann (60) und Mattheson (5)                                                             |
| Georg Philipp Telemann                            | 1722                                                           | Hamburg           | Matthäus-Passion TWV 5.7 mit acht Sätzen aus Brockes’ Libretto; verschollen                                                                                            |
| Georg Philipp Telemann                            | 1723                                                           | Hamburg           | Markus-Passion TWV 5.8 mit neun Sätzen aus Brockes’ Libretto; verschollen                                                                                              |
| Johann Friedrich Fasch                            | 1723 oder 1717–1719 oder um 1730                               | Greiz bzw. Zerbst | Passio Jesu Christi FWV F:1; nur 30 Sätze mit einigen Änderungen und Ergänzungen                                                                                       |
| Johann Sebastian Bach → Johannes-Passion          | 7. April 1724, Nikolaikirche                                   | Leipzig           | BWV 245; sieben Sätze basieren auf Brockes’ Text:224 |
| Gottfried Heinrich Stölzel                        | Karfreitag 1725, Schlosskapelle Schloss Friedenstein           | Gotha             | weitere Aufführungen 1735 (?) in Sondershausen |
| Christoph Gottlieb Fröber                         | 15. April 1729, Neukirche                                      | Leipzig           | deutlich gekürzte Fassung mit nur ungefähr der Hälfte der Arien; Fröber hatte die musikalische Leitung; der Komponist ist nicht bekannt; die Partitur ist verschollen. |
| Maximilian Zeidler                                | an sieben Sonntagen und zwei Kartagen 1729:225                 | Nürnberg          | um zusätzliche Choräle erweitert sowie sprachlich und theologisch überarbeitet                                                                                         |
| Johann Jacob Schwarz                              | 1730er Jahre:225                                               | Nürnberg          | Neuvertonung des von Zeidler erweiterten Textes; einige der sprachlichen Änderungen wurden jedoch wieder zurückgenommen                                                |
| Johann Balthasar Christian Freislich              | um 1750                                                        | Danzig            | Passio Christi; möglicherweise bereits in den 1720er Jahren während seiner Anstellung in Schwarzburg-Sondershausen entstanden                                          |
| Paul Steiniger (Steininger)                       | um 1750                                                        | Nürnberg          | |
| Jacob Schuback                                    | um 1750/1755                                                   | Hamburg           | |
| Johann Caspar Bachofen                            | unbekannt                                                      | Zürich            | 1759 posthum veröffentlicht |

### Die Vertonung von Reinhard Keiser
Reinhard Keiser hatte bereits 1704 das erste Passionsoratorium geschrieben: Der blutige und sterbende Jesus auf einen Text von Christian Friedrich Hunold. 1712 vertonte er als erster Brockes’ Dichtung. Sie wurde vermutlich zunächst in der Karwoche im Privathaus des Librettisten aufgeführt und hatte nur eine kleine Orchester- und Chorbesetzung. Diese wurde für spätere Aufführungen erweitert. Bis in die 1720er Jahre wurde das Werk häufig aufgeführt. Auch Johann Sebastian Bach führte es – vermischt mit der Händel-Fassung – auf. Anschließend geriet es in Vergessenheit. Die zuerst aufgeführte Fassung von 1712 lässt sich aus den erhaltenen Quellen nicht vollständig rekonstruieren. Jedoch findet sich in der Bibliothek der Universität Kopenhagen das Manuskript einer Aufführung von 1721.
In Keisers Vertonung haben die Arien eine wesentliche Bedeutung. Sie waren auf die Sänger der Gänsemarktoper zugeschnitten. In den Da-capo-Arien verwendet Keiser starke Kontraste zwischen den A- und B-Teilen.
Im Jahr 2000 erschien eine CD von Keisers Passion mit dem Netherlands Radio Chamber Orchestra & Choir unter der Leitung von Kenneth Montgomery. Die Solisten waren Nancy Argenta und Dorothee Mields (Sopran), Adrian Thompson, Mark Padmore und Carlo Allemano (Tenor), Klaus Mertens (Bass) und Jasper Schweppe (Bariton). Aufgrund von Copyright-Problemen musste die CD jedoch zurückgezogen werden.
Im April 2007 gab es Konzerte im Théâtre des Champs-Élysées Paris und in der Kölner Philharmonie mit dem Ensemble Les Talens Lyriques unter der Leitung von Christophe Rousset. Die Sänger waren Kristina Hansson, Monique Zanetti und Judith van Wanroij (Sopran), Clare Wilkinson (Alt), Damien Guillon (Altus), Anders Dahlin, Emiliano Gonzales Toro und David Lefort (Tenor) sowie Matthew Brook und André Morsch (Bariton).
2014 erschien eine CD mit den Ensembles Les Muffatti und Vox Luminis unter der Leitung von Peter Van Heyghen. Die Sänger waren Caroline Weynants, Sara Jäggi und Zsuzsi Tóth (Sopran), Barnabás Hegyi und Jan Kullmann (Alt), Jan van Elsacker, Robert Buckland und Fernando Guimarães (Tenor) sowie Lionel Meunier, Peter Kooij und Hugo Oliveira (Bass).

### Die Vertonung von Georg Philipp Telemann
Georg Philipp Telemann schrieb Passions-Oratorien in zwei unterschiedlichen Formen: oratorische Passionen, in denen wie bei Bach der Bibeltext unverändert übernommen wurde und mit Chorälen und gedichteten kontemplativen Arien durchsetzt ist und Passionsoratorien mit vollständig gedichteten Texten, die vorwiegend in Konzerthäusern aufgeführt wurden. Passionen des ersten Typs komponierte er zwischen 1722 und 1767 nahezu jährlich, dagegen nur fünf Passionsoratorien. Seine Brockes-Passion wurde erstmals 1716 in Frankfurt am Main aufgeführt, war aber spätestens 1718 auch in Hamburg zu hören. Sie fand weite Verbreitung und wurde in mehreren Städten Mittel- und Süddeutschlands sowie in Riga aufgeführt. 1722 überarbeitete er das Werk. In den 1730er Jahren erschien sie als Pasticcio mit Händels Vertonung in einem Konzert in Stockholm.
Telemann lernte den Text 1716 kennen. 1718 schrieb er in seiner Autobiographie, dass „dessen Poesie von allen Kennern für unverbesserlich gehalten wird“. Er begann sofort mit seiner Komposition, die bereits am 2. und 3. April im Rahmen von Wohltätigkeitskonzerten aufgeführt wurde. Der Erlös aus dem Verkauf der Textbücher war für das Armenhaus bestimmt, in dem Telemann das Werk ursprünglich auch aufführen wollte. Aus Platzgründen sowie aufgrund der Anwesenheit des Landgrafen von Hessen, dessen Hofmusiker gemeinsam mit Telemanns collegium musicum die Aufführung bestritten, entschied man sich dann jedoch für die Barfüßerkirche. Noch 1740 erinnerte sich Telemann daran, dass „die Kirchenthüren mit Wache besetzet waren, die keinen hineinließ, der nicht mit einem gedruckten Exemplar der Passion erschien“. Diese Aufführungen zählen somit zu den frühesten Beispielen öffentlicher Konzerte, für die Eintrittsgeld gefordert wurde. Die Premiere hatte einen ausgesprochen festlichen Charakter. Außer dem Landgrafen erschienen weitere städtische und geistliche Würdenträger. Zu den Sängern gehörten die Hamburger Primadonna Margaretha Susanna Kayser, die Sopranistin Anna Maria Schober, der Bass Gottfried Grünewald (Jesus) und der Altkastrat Antonio Gualandi „Campioli“ (Judas). Die Leitung hatte der Frankfurter Bankier Heinrich Remigius Bartels, während Telemann selbst vermutlich im Orchester oder als Sänger mitwirkte.
Die Instrumentierung enthält neben der üblichen Streicherbesetzung zahlreiche Soloinstrumente, die jeweils bestimmten Symbolen zugewiesen sind: zwei Traversflöten, drei Blockflöten, zwei Oboen (Erlösung durch Jesu Tod), zwei Trompeten (österliche Auferstehung), zwei Hörner (Sünde, Tod, Teufel), eine Solo-Violine, eine Viola d’amore, drei violette und ein Fagott. Das Werk beginnt mit einer längeren kontrastreichen Sinfonia. Es folgen mehrere Szenen mit insgesamt 31 Arien, von denen nur acht dem Typus der Da-capo-Arie entsprechen. Außerdem gibt es eine Arie mit Chor, einige Duette und Ariosi, ein Trio, ein Quartett, zwölf Turba-Chöre und vier Choräle. In den Solo-Arien macht Telemann vollen Gebrauch von den theatralischen Möglichkeiten. Virtuose Koloraturen, harmonische Schärfen, chromatische Wendungen und andere Effekte bestimmen den unterschiedlichen Charakter der verschiedenen Sätze.
Die in Hamburg aufgeführte Fassung ähnelt stark dem Frankfurter Original. Die Hauptunterschiede bestehen in den Turba-Chören, die ursprünglich rezitativisch syllabisch gestaltet waren. Auch in einigen Arien gibt es kleinere Überarbeitungen.
Neben der vollständigen Brockes-Passion verwendete Telemann 1722 acht Sätze für seine Matthäus-Passion TWV 5.7 und 1723 neun Sätze für die Markus-Passion TWV 5.8, deren Musik jedoch nicht erhalten ist.
1990/91 erschien eine CD mit dem Stadtsingechor Halle und der Capella Savaria unter der Leitung von Nicholas McGegan. Die Solisten waren Mária Zádori, Aimée Blatmann und Katalin Farkas (Sopran), Annette Markert (Mezzosopran), Ralf Popken (Countertenor), Martin Klietmann und Guy de Mey (Tenor) sowie István Gáti (Bass).
2008/09 erschien eine weitere CD mit dem RIAS Kammerchor und der Akademie für Alte Musik Berlin unter der Leitung von René Jacobs. Darin sangen Birgitte Christensen und Lydia Teuscher (Sopran), Marie-Claude Chappuis (Mezzosopran), Daniel Behle und Donát Havár (Tenor) sowie Johannes Weisser (Bariton). Diese Aufnahme war Preisträger der Midem Classical Awards 2010.
2019 veröffentlichte das Apollo Ensemble eine DVD mit Telemanns Brockes-Passion.

### Die Vertonung von Johann Mattheson
Auch Johann Mattheson, ein Schulfreund Brockes’, schuf Anfang 1718 eine eigene Vertonung des Librettos, die am 1. April uraufgeführt wurde. Am Palmsonntag desselben Jahres wurde sie im Hamburger Dom mit einer starken Besetzung vor großem Publikum aufgeführt. Mattheson selbst berichtete in seiner Autobiographie von mehreren tausend Zuhörern.:213 Auch in den folgenden Jahren wurde dieses Werk mehrfach aufgeführt, so am 20. März 1719 in der Maria-Magdalena-Kirche.
Nach längerer Zeit des Vergessens wurde sie schließlich aus dem Archivmaterial von dem Musikwissenschaftler Rainer Bayreuther und der Chorleiterin Marie-Theres Brand rekonstruiert und 1996/99 unter ihrer Leitung mit dem Motettenchor Speyer und der Accademia Filarmonica Köln auf CD eingespielt. Die Solisten waren Mechthild Bach und Dorothee Wolgemuth (Sopran), Kai Wessel (Countertenor), Wilfried Jochens und Gerd Türk (Tenor) sowie Ekkehard Abele (Bass).

### Die Vertonung von Johann Friedrich Fasch
Basierend auf einer Notiz in seiner Autobiographie nahm man längere Zeit an, dass Johann Friedrich Fasch seine Passio Jesu Christi 1723 während seiner Zeit als Kapellmeister in Zerbst schrieb. Neuere Forschungen deuten jedoch auf die Zeit zwischen 1717 und 1719 hin, als Fasch für die Musik einer Kirche in Greiz verantwortlich war. Fasch vertonte eine stark gekürzte Fassung von Brockes’ Libretto, dem im Gegenzug eigene Ergänzungen zugefügt wurden – vermutlich von Fasch selbst. Einige Rezitative wurden geändert, und fünf Choräle und zwei Arien stammen nicht von Brockes. Das Werk besteht aus zwei Teilen, die jeweils von Chorälen umrahmt werden. So ergibt sich eine Form, die mehr der liturgischen Tradition im Deutschland des 18. Jahrhunderts entspricht.
2006/08 erschien eine CD-Aufnahme des Werks mit der Schola Cantorum Budapestiensis und der Capella Savaria unter der Leitung von Mary Terey-Smith. Die Solisten waren Mária Zádori (Sopran), Zoltán Megyesi (Tenor) und Péter Cser (Bass).

### Die Vertonung von Gottfried Heinrich Stölzel
Eine weitere bedeutende Vertonung des Textes stammt von Gottfried Heinrich Stölzel. Er schrieb seine Brockes-Passion im Rahmen seiner Tätigkeit als Hofmusikdirektor in Gotha. Nach seinem Tod gingen die meisten seiner Werke verloren. Die Partitur der Brockes-Passion überdauerte nur durch einen Zufall. Vermutlich 1735 sandte er eine Kopie nach Sondershausen, wo mehrere Aufführungen im Hoftheater stattfanden. Anschließend wurden die Noten zusammen mit einigen anderen seiner Werke in einer Truhe hinter der Orgel verstaut und vergessen. Erst 1870 wurde diese Truhe vom Hoforganisten Heinrich Frankenberger und dem späteren Bach-Biographen Philipp Spitta wiederentdeckt.
Stölzels Passion wurde am Karfreitag 1725 in der Schlosskapelle von Schloss Friedenstein in relativ kleinem Rahmen aufgeführt. Es waren vermutlich nicht mehr als dreißig Musiker beteiligt, und auch die Zuhörerschaft war begrenzt. Die Aufführung wurde in vier Teile aufgeteilt, zwischen denen Predigten – höchstwahrscheinlich vom Hofprediger Albrecht Christian Ludwig – gehalten wurden. Um das Gleichgewicht zwischen den verschiedenen Teilen zu wahren, ergänzte Stölzel einige Choräle, die ursprünglich nicht in Brockes’ Text enthalten waren.
Der im piano zunächst nur von den Frauenstimmen vorgetragene und sich allmählich steigernde Eingangschor trägt den Charakter einer persönlichen Klage über den toten Jesus. Ähnliche Passagen kommen im Verlauf der Handlung häufiger vor. Die meditativen Sätze werden von besonderen Instrumenten wie der Viola d’amore begleitet. Aber auch opernhafte Stellen sind vorhanden. Der Orchestersatz der Bass-Arie „Erwäg, ergrimmte Natternbrut“ erinnert an Beethoven. Die letzte Arie („Wisch ab der Thränen scharffe Lauge“) ist ein Ausdruck der Ruhe und steht damit im Gegensatz zur Telemann’schen Vertonung der gleichen Stelle, in der überschwängliche Freude dominiert.
Stölzels Vertonung wurde 1997 vom Telemannischen Collegium Michaelstein unter der Leitung von Ludger Rémy eingespielt. Die Solisten waren Constanze Backes und Dorothee Mields (Sopran), Henning Voss (Altus), Knut Schoch und Andreas Post (Tenor) sowie Florian Mehltretter und Klaus Mertens (Bass).

### Die Vertonung von Johann Balthasar Christian Freislich
Für das Entstehungsdatum von Johann Balthasar Christian Freislichs Passio Christi sind unterschiedliche Angaben zu finden. In MGG 1 wird die Zeit um 1750 genannt. Andere Autoren vermuten, dass sie bereits Mitte der 1720er Jahre während seiner Anstellung in Schwarzburg-Sondershausen entstanden ist. Hermann Rauschning bezeichnete diese Passion als „das Beste des Freißlich’schen Schaffens“.
Sie wurde 2013 unter dem Namen Passio Christi mit dem Goldberg Baroque Ensemble unter der Leitung von Andrzej Szadejko aufgeführt und erschien auch auf CD. Solisten waren Julia Kirchner, Ingrida Gapova, Franz Vitzthum, Georg Poplutz, Virgil Hartinger, Daniel Oleksy, Marek Rzepka und Ekkehard Abele. Ausschnitte aus dem Konzert wurden auf YouTube veröffentlicht.

### Die Vertonung von Jacob Schuback
Die um 1750 entstandene Fassung von Jacob Schuback wurde am 8. März 2024 im Fuldaer Dom erstmals seit ihrer Hamburger Uraufführung wieder aufgeführt. Das Orchester L’arpa festante München und der Chor Capella Cathedralis standen unter der Leitung des Domkapellmeisters Franz-Peter Huber. Die Solisten waren Theresa von Bibra und Franziska Blömer (Sopran), Christian Rohrbach (Altus), Hans Jörg Mammel (Tenor) sowie Matthias Horn und Matthias Vieweg (Bass). Der Hessische Rundfunk übertrug einen Mitschnitt im Radio.

### Pasticcio-Fassung
Von dieser um 1725 anonym zusammengestellten Fassung aus den Passionen von Keiser, Telemann, Händel und Mattheson gab es 2012 eine Aufführung im Lichthof der Staats- und Universitätsbibliothek Hamburg unter der Leitung von Ira Hochman. Die Sänger waren Tanya Aspelmeier (Sopran), Agata Bienkowska (Alt), Alon Harari (Altus), Jürgen Sacher und Mark Tucker (Tenor) sowie Jörn Dopfer (Bass).